# 里德科杜布 (瓦爾基區)
49°45′28″N 35°24′10″E / 49.75778°N 35.40278°E
里德科杜布（烏克蘭語：Рідкодуб）是位於烏克蘭東部的村莊，由哈爾科夫州博霍杜希夫區的瓦爾基市鎮負責管轄。該村始建於1842年，面積9.55平方公里，海拔高度138米，2001年人口81，人口密度每平方公里8.48人。